# 范布倫鎮區 (愛荷華州李縣)
范布倫鎮區（英語：Van Buren Township）是位於美國愛荷華州李縣的一個行政鎮區。

## 地方資料
根據2010年美國人口普查的數據，范布倫鎮區的面積為85.61平方千米，當中陸地面積為84.45平方千米，而水域面積為1.16平方千米。當地共有人口351人，而人口密度為每平方千米4.1人。